# Kościół św. Stanisława Biskupa w Dołhobrodach
Kościół św. Stanisława Biskupa w Dołhobrodach – katolicki kościół w Dołhobrodach, należący do parafii Podwyższenia Krzyża Pańskiego w tej samej miejscowości.
Kościół został zbudowany w latach 1927-1932 na miejscu cerkwi Podwyższenia Krzyża Pańskiego. Reprezentuje styl eklektyczny. W wyposażeniu obiektu wyraźne są elementy barokowe: osiemnastowieczne rzeźby aniołów w ołtarzu głównym (przeniesione ze zburzonej cerkwi), monstrancja z połowy XIX w. Na wyposażeniu świątyni znajduje się ponadto osiemnastowieczny ornat wykonany w Lyonie oraz skrzynia na świece z ludowymi motywami dekoracyjnymi.
W kościele znajduje się ołtarz główny a na nim obraz Matki Boskiej Częstochowskiej i jako zasłona obraz św. Stanisława Biskupa i męczennika, patrona parafii.